# Смидиз, Ивлин Артур
Ивлин Артур Смидиз, (англ. Evelyn Arthur Smythies; 19 марта 1885 — 10 января 1975) — выдающийся лесничий и филателист, родившийся в Индии в семье англичан. И. А. Смидиз был экспертом в области экологии Уттаракханда и Непала. Его детальное исследование самых первых почтовых марок Индии, Джамму и Кашмира, Непала и Канады привело к созданию новаторских справочников, на которые филателисты полагаются даже в наши дни.

## Лесоводство
Ивлин Артур Смидиз родился 19 марта 1885 года в Дехрадуне (Индия), в семье лесничего Артура Смидиза (1847—1934) и его жены Гертруды (ранее Гертруда Астон). Он получил образование в Челтнемском колледже, получил степень в области геологии и диплом в области лесоводства в Оксфорде в 1908 году, затем служил в Индийской лесной службе с 1908 по 1940 год, базируясь в Найнитале. Он был главным лесничим Непала с 1940 года по 1947 год .
В 1924 году вышла книга Смидиза «Лесное богатство Индии» (The Forest Wealth of India). В том же году в соавторстве с Ч. Г. Тревором (C. G. Trevor) он написал книгу «Практическое лесоустройство» (Practical Forestry Management).
И. А. Смидиз и Джим Корбетт предложили сделать территорию вокруг Рамнагара национальным парком для защиты находящихся под угрозой исчезновения тигров и других животных. К ним относятся тигр, слон, читал, самбар, нильгаи, гавиал, королевская кобра, индийский мунтжак, кабан, ёж, обыкновенная мускусная землеройка, летучая лисица, индийский панголин и почти 600 видов птиц. В 1936 году Национальный парк Хейли стал первым национальным парком Индии. Он был переименован в Национальный парк Рамганга после обретения Индией независимости, ещё позже он был переименован в Национальный парк Джима Корбетта в сегодняшнем Уттаракханде.

## Филателия
«Литографские почтовые марки Индии номиналом пол-анна» (The Half Anna Lithographed Stamps of India), монография Смидиза и Дениса Р. Мартина, вышла в 1927 году. Мартин и Смидиз также подготовили новаторское исследование почтовых марок номиналом четыре анна 1854 года, которое в 1932 году было удостоено медали Кроуфорда Королевского филателистического общества Лондона. Были изданы и другие монографии Смидиза: о почтовых марках Непала, написанные совместно с Л. Е. Доусоном и Х. Д. С. Хавербеком; и о почтовых марках Джамму и Кашмира, написанные в соавторстве с Л. Э. Доусоном.
В 1956 году интерес Смидиза переключился на почтовые марки и историю почты Канады. Он специализировался на британской Северной Америке, но также охватывал канадские почтовые штемпели, дуплексные почтовые штемпели, заказные марки, предварительно погашенные почтовые марки, роликовые штемпели, секретные даты, «Адмиралы» и зубцовку. Особый интерес Смидиз проявлял к фальсификаторам почтовых марок: в том числе к Жану де Сперати, Анджело Панелли и Филиппу Спиро.
Смидиз вёл активную деятельность среди филателистов. Он был членом Королевского филателистического общества Лондона и Канадского филателистического общества Великобритании. Также он был ведущим членом Филателистического общества Индии, редактором его журнала в 1947 году и постоянным вице-президентом.
Ивлин Артур Смидиз был награждён орденом Индийской империи.

## Семья
Смидиз был старшим братом Бернарда «Банни» Смидиза (отца Йорика Смидиза) и Энид Смидиз (бабушки Ричарда Докинза по отцовской линии). Его жена Олива Мюриэль (Olive Muriel), урожденная Криппс, была автором книги «Леди-тигрица» (The Tiger Lady). Их старший сын, Бертрам Э. Смидиз, известен своей работой в области лесоводства и изучением птиц в Бирме, на Борнео и в Сараваке. Их младший сын, Джон Рэймонд Смидиз, был выдающимся нейропсихиатром и нейрофилософом и автором 14 книг по этим направлениям.

## Публикации
- E. A. Smythies and A. [C. G.] Trevor. Practical Forestry Management: a handbook with special reference to the United Provinces of Agra and Oudh. — Allahabad, Government Press, United Provinces (1923) [At Internet Archive]
- E. A. Smythies. India’s Forest Wealth. India of today 4:1-137. — London, Humphrey Milford Oxford University Press (1924); Bombay, Calcutta, Madras, Oxford University Press (1925).
- Denys R. Martin and E. A. Smythies. Half Anna Lithographed Stamps of India (1928).
- D. R. Martin and E. A. Smythies. The Four Annas Lithographed Stamps of India, 1854-55. — London, Philatelic Society of India and Stanley Gibbons Ltd. (1930)
- E. A. Smythies. Notes on the Government of India Stamp Collection at New Delhi. — Delhi, 1933
- E. A. Smythies and L.E. Dawson. The Postage Stamps of Jammu & Kashmir Simplified. — Philatelic Society of India, The Mall, Lahore (1937) On line excerpts
- E. A. Smythies. Big game shooting in Nepal: With leaves from the Maharaja’s sporting diary. — Calcutta, Thacker, Spink (1942)
- Col. G. L. Roberts and E. A. Smythies. The Japanese Occupation Stamps of Burma. — Philatelic Society of India (1947) Архивировано 14 февраля 2003 года.
- E. A. Smythies and H. D. S. Haverbeck and L.E. Dawson. The Postage Stamps of Nepal. — The Collectors Club (1952)
- E. A. Smythies and K. M. Day. Canadian Fancy Cancellations of the 19th Century. — British North America Philatelic Society handbook (1962). — 2nd ed. (1973).
- E. A. Smythies. Canadian duplex cancellations of the Victorian era 1860—1902. — 2nd ed. — Canadian Philatelic Society of Great Britain (1963)
- E. A. Smythies and A. F. Smith. Canadian Registered Letter Stamps and Cancellations-1875-1902. — Canadian Philatelic Society of Great Britain
- E. A. Smythies. Canadian roller cancellations, 1894—1930. — Canadian Philatelic Society of Great Britain (1965)
- E. A. Smythies. B.N.A. fakes and forgeries. — British North America Philatelic Society handbook. — J. F. Webb (1971)